# Park Krajobrazowy Beskidu Śląskiego
Park Krajobrazowy Beskidu Śląskiego, slezsky Landszaftowy Park Ślůnskigo Beskidu, je krajinným parkem (chráněnou krajinnou oblastí) v polské části pohoří Slezské Beskydy ve Slezském vojvodství. Část hranice parku tvoří česko-polská státní hranice. CHKO byla vyhlášena v roce 1998 a má plošnou rozlohu 386,2 km². Zahrnuje zalesněné horské pásmo Čantoria (Czantoria) u česko-polské státní hranice a polské pásmo Barania Góra.

## Horstvo a geologie
Hory CHKO jsou složeny převážně z břidlic, vápenců, pískovců, slepenců a sedimentárních vrstev flyšů. Nejvyššími geografickými vrcholy CHKO jsou Skrzyczne (1257 m n. m.) a Barania Góra (1220 m n. m.). Ve flyších se vyskytují pseudokrasové jeskyně, kde jeskyně Jaskinia w Trzech Kopcach (Grota Klimczoka) je nejdelší nekrasová jeskyně Polska. Vyskytují se zde také občasné výchozy skal a skalní útvary, např. Dorkowa Skała, Malinowska Skała, Skały Grzybowe aj.

## Vodstvo
Pramení zde potoky Biała Wisełka (Białka) a Czarna Wisełka jejichž soutokem vzniká veletok Visla (Wisła), která je také největším a nejdelším vodním tokem Polska. Větší část CHKO patří do povodí Visly a jižní část CHKO patří do povodí řeky Olše (Olza), která je přítokem veletoku Odra. Obě povodí patří do úmoří Baltského moře.

## Kultura, turistika a sport
První vesnice v této oblasti byly postaveny podél řeky Olše jistě již ve třináctém století. Oblast byla součástí Těšínského vévodství a následně Těšínského Slezska pod vládou Habsburků. Je zde etnografická skupina slezských Horalů se svými folklorními tradicemi a historickou architekturou a typickými pastýřskými salašemi (szałas, sałas). V současnosti[kdy?] je kulturním centrem město Visla. V CHKO jsou četné turistické trasy, např. Główny Szlak Beskidzki, Szlak Habsburgów, cyklotrasy aj.

## Galerie

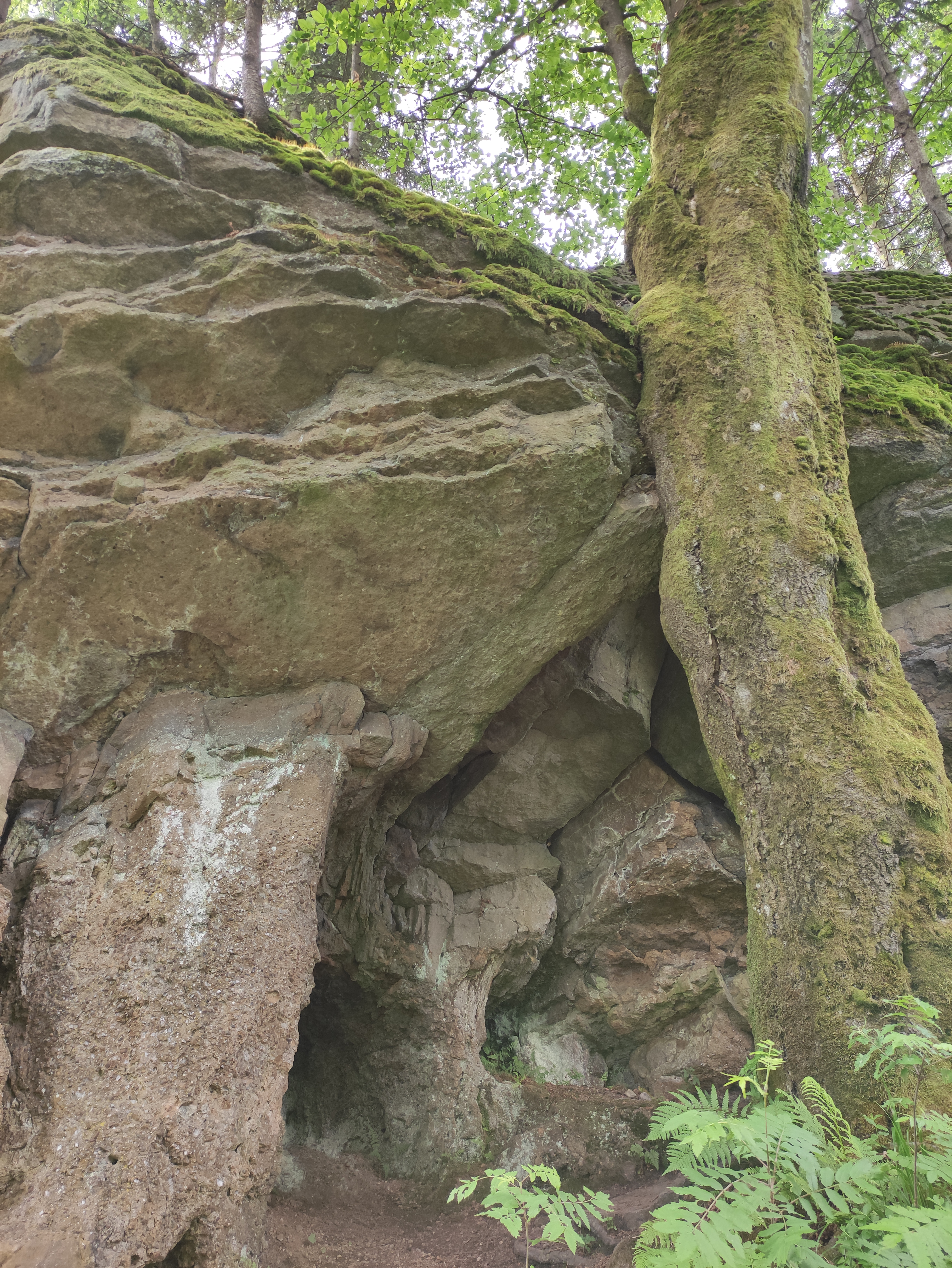
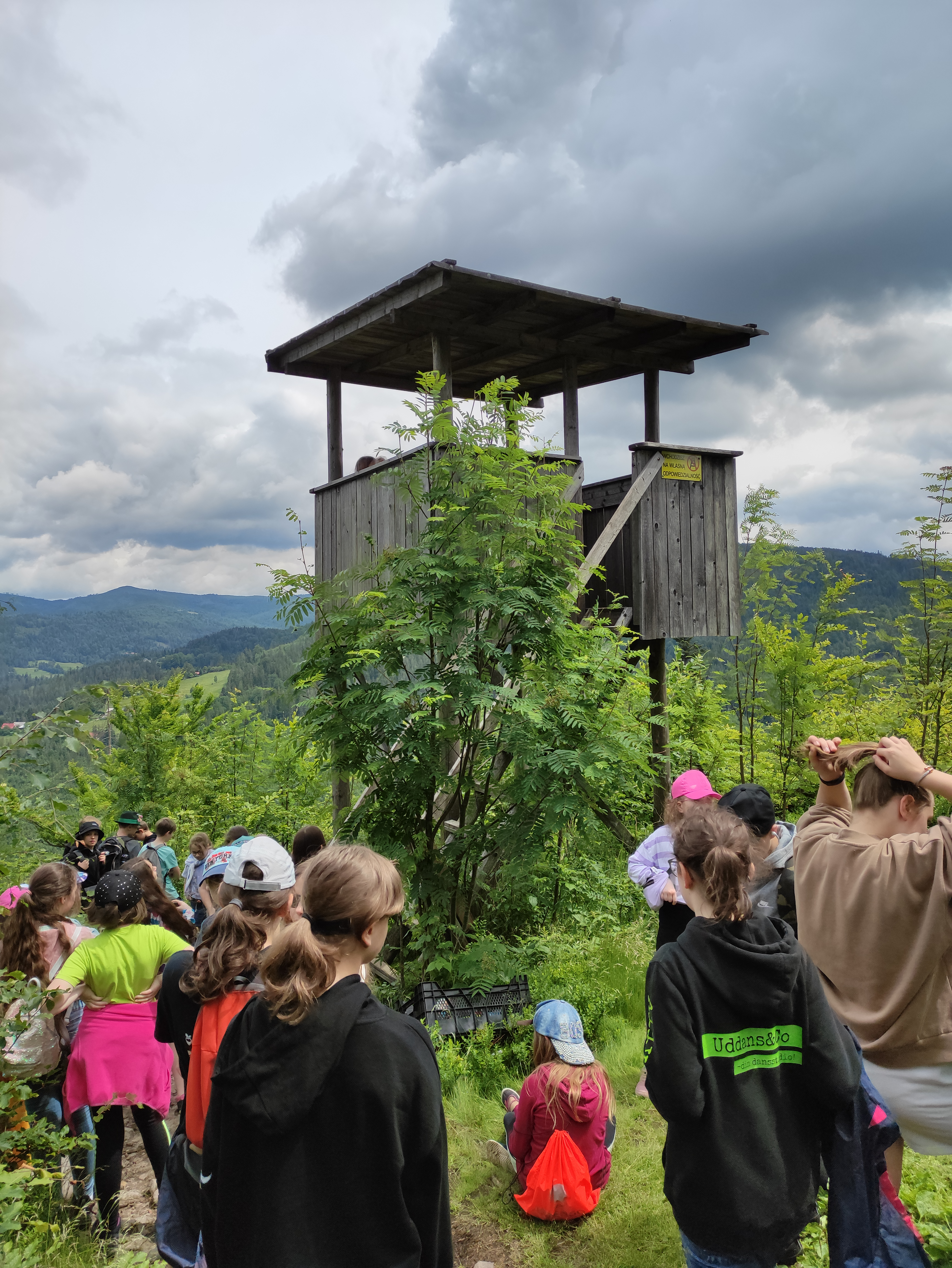
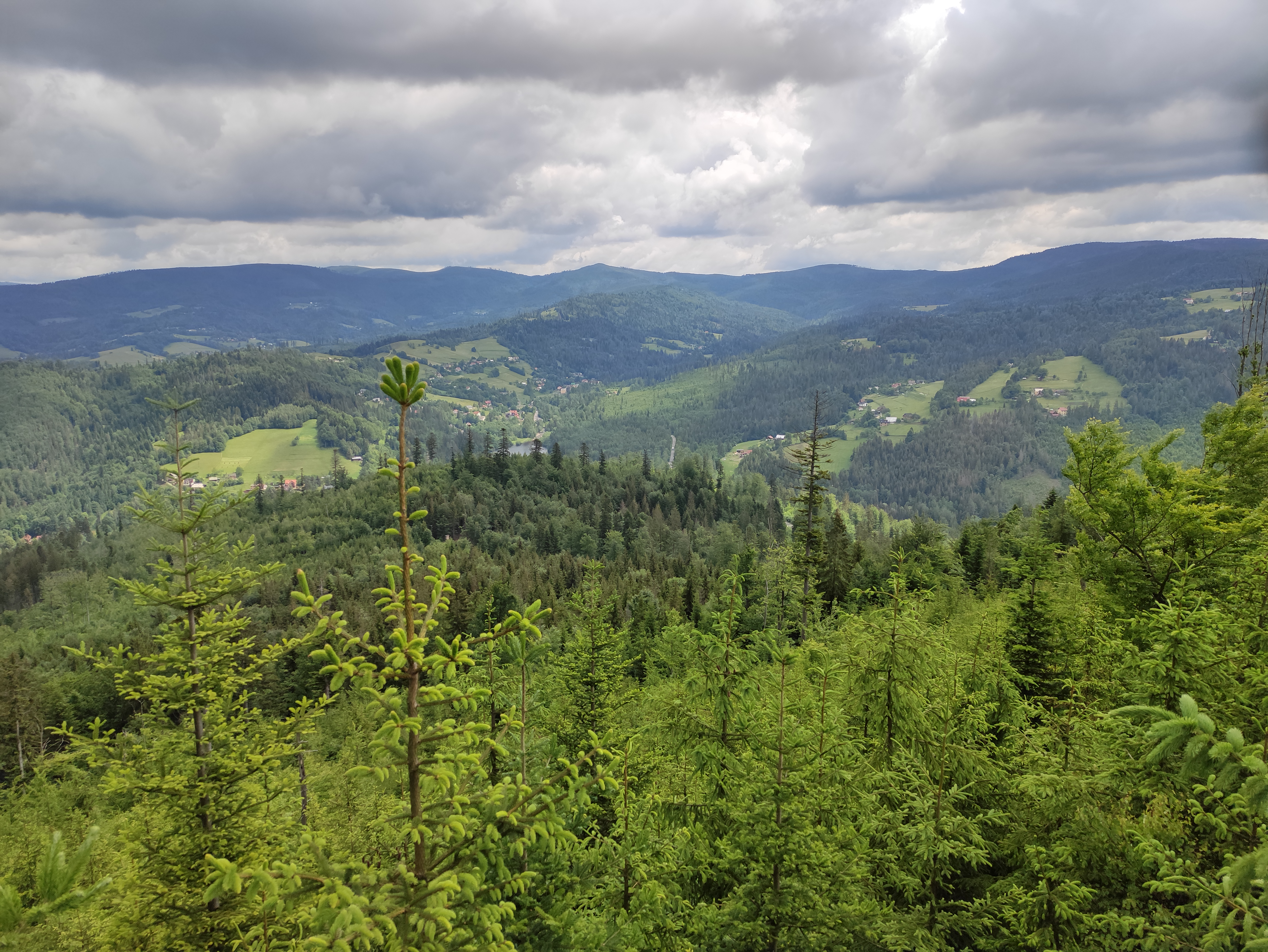
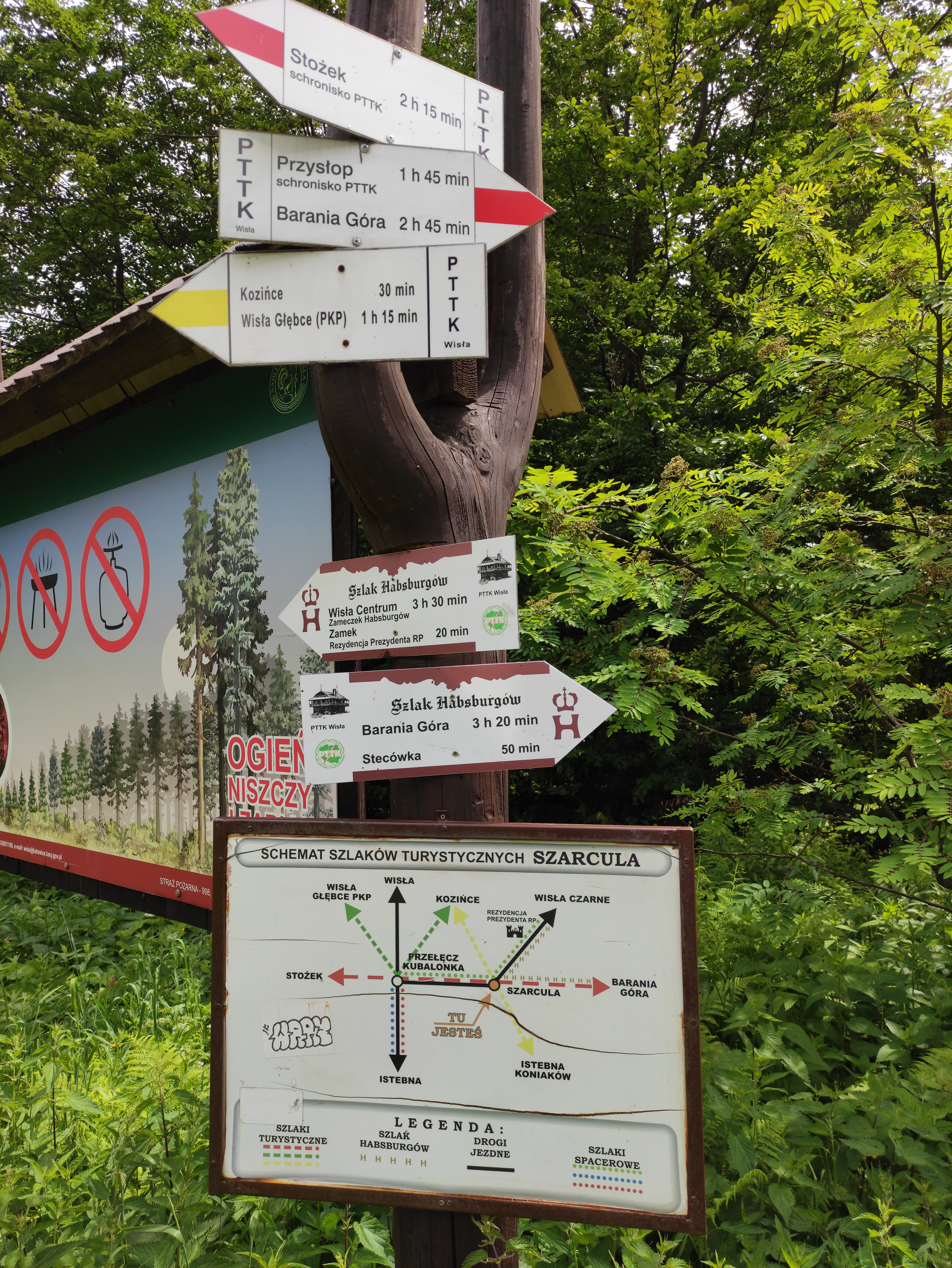
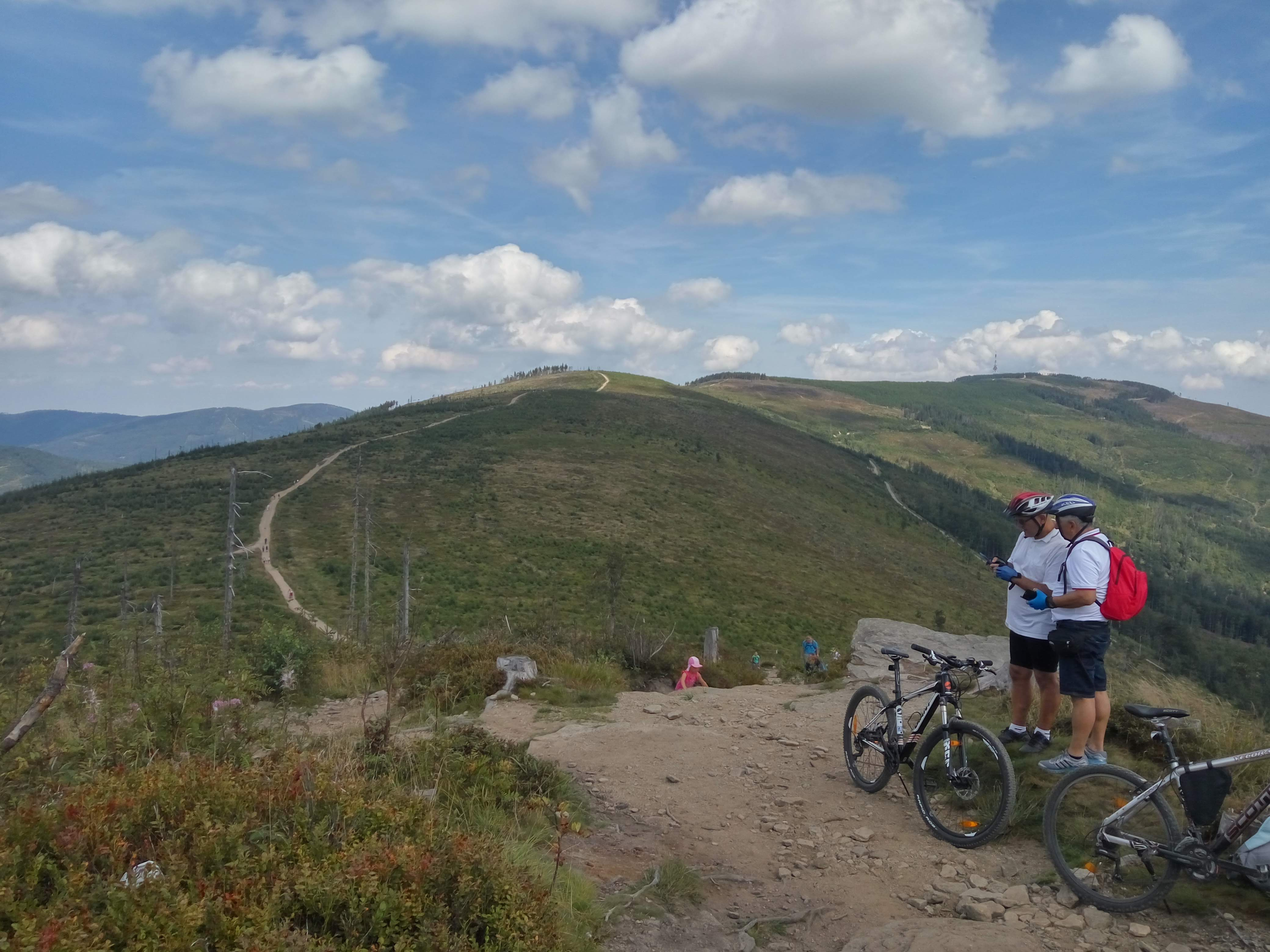
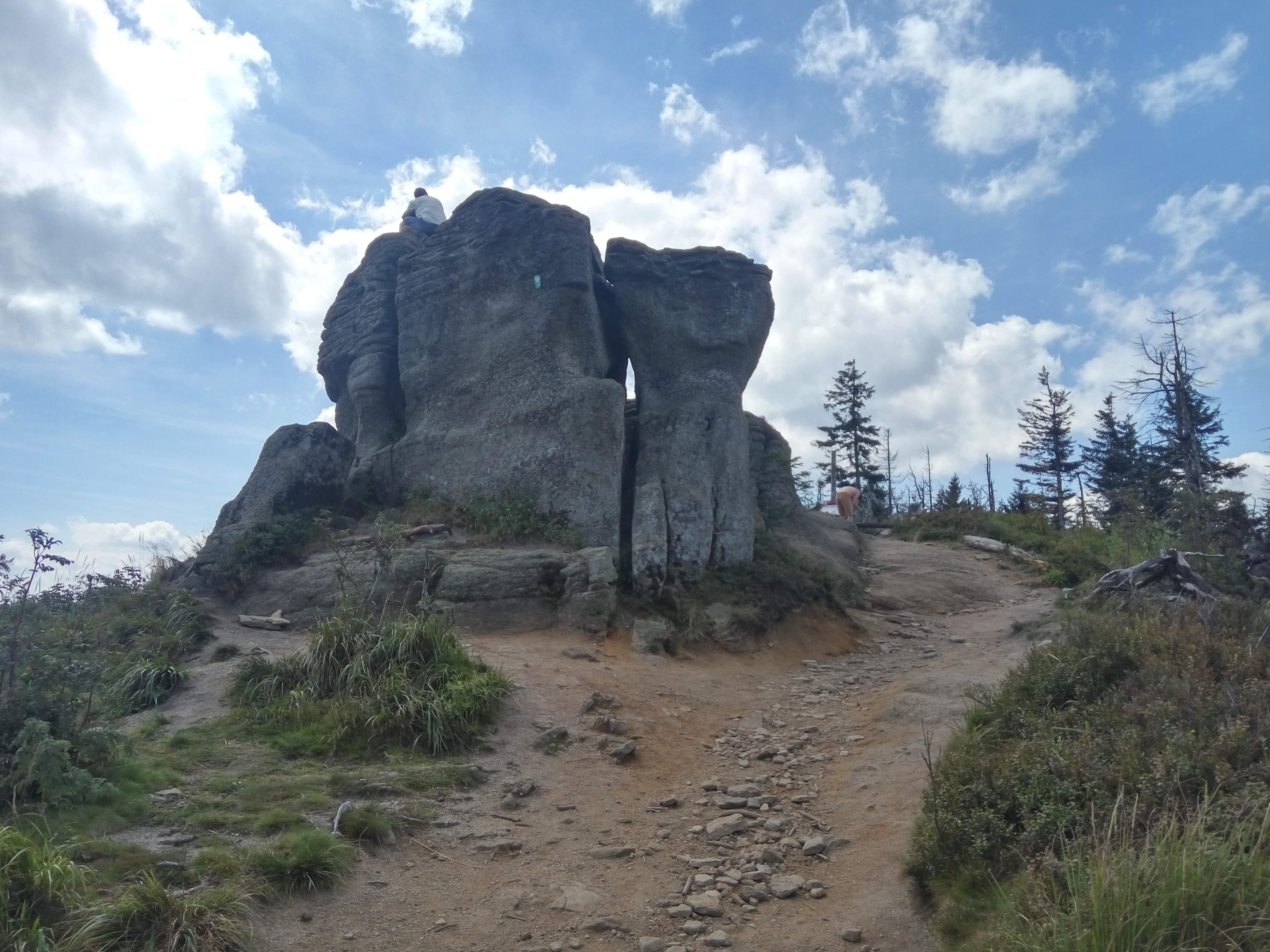
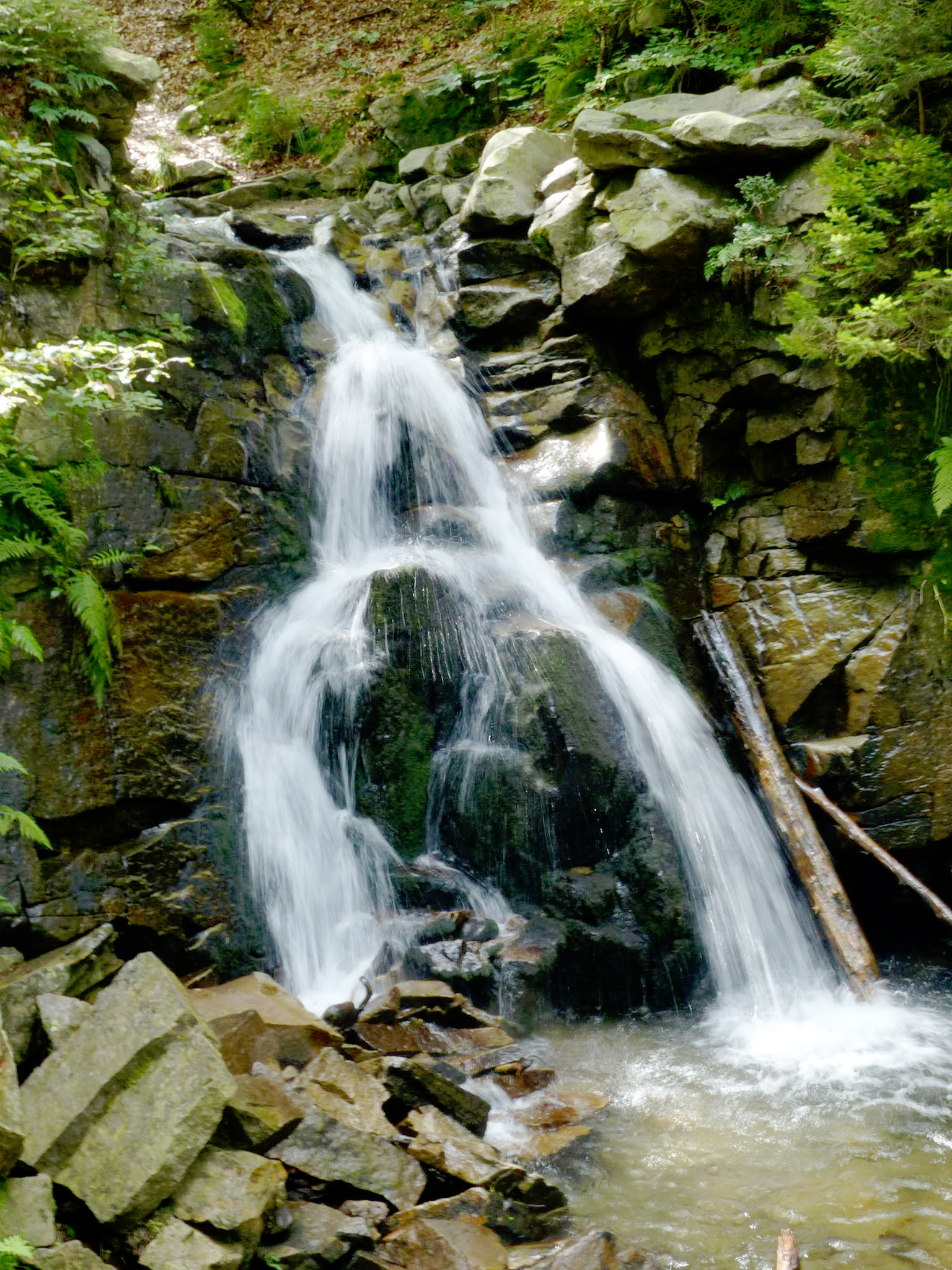
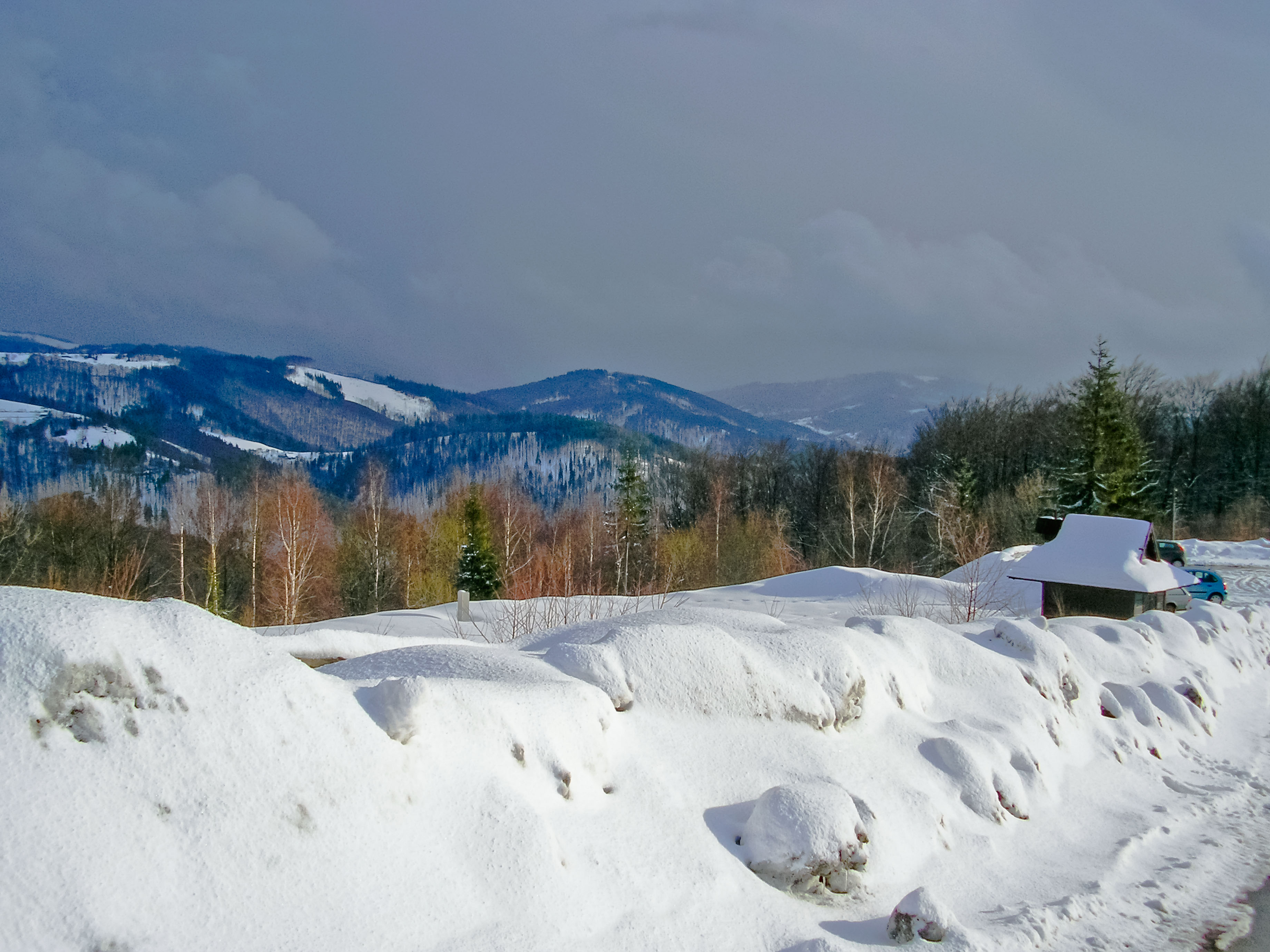